# Krikor Bedros XX. Ghabroyan
Krikor Ghabroyan ICPB (armenisch Գրիգոր Պետրոս Ի Գապրոյան; französisch Grégoire Pierre Ghabroyan; * 15. November 1934 in Aleppo; † 25. Mai 2021) war ein syrischer Geistlicher und Patriarch der Armenisch-Katholischen Kirche.

## Leben
Ghabroyan wurde 1934 im syrischen Aleppo geboren und lebte seit 1938 mit seiner Familie im Libanon. Er trat der Ordensgemeinschaft des Institut du Clergé Patriarcal de Bzommar bei und empfing nach seiner theologischen Ausbildung im libanesischen Jounieh sowie am Päpstlichen Armenischen Kolleg und der Päpstlichen Universität Gregoriana in Rom am 28. März 1959 im Libanon die Priesterweihe. Seit 1976 war er Seelsorger der armenisch-katholischen Gemeinde in Frankreich.
Papst Paul VI. ernannte ihn am 3. Januar 1977 zum Titularbischof von Amida degli Armeni und Apostolischen Exarchen von Frankreich. Die Bischofsweihe spendete ihm der armenisch-katholische Patriarch von Kilikien, Hemaiag Bedros XVII. Guedikian CAM, am 13. Februar desselben Jahres; Mitkonsekratoren waren Léonce Tchantayan, Weihbischof im Patriarchat von Kilikien, und Georges Layek, Erzbischof von Aleppo.
Papst Johannes Paul II. erhob am 30. Juni 1986 das Exarchat zur Eparchie und ernannte ihn zum ersten Bischof von Sainte-Croix-de-Paris. Am 2. Februar 2013 nahm Papst Benedikt XVI. seinen altersbedingten Rücktritt an.
Am 24. Juli 2015 wurde er zum Patriarchen von Kilikien der Armenier (offizieller Titel) mit Sitz im Kloster Bzommar bei Beirut gewählt. Papst Franziskus bestätigte ihm die kirchliche Gemeinschaft am folgenden Tag. Am selben Tage erfolgte die Wahl zum Präsidenten der Synode der Armenisch-katholischen Kirche.